# Браунс Вали (Минесота)
Браунс Вали (енгл. Browns Valley) град је у америчкој савезној држави Минесота.

## Демографија
По попису из 2010. године број становника је 589, што је 101 (-14,6%) становника мање него 2000. године.
| Група             | 2000.       | 2010.       |
| Белци             | 567 (82,2%) | 442 (75,0%) |
| Афроамериканци    | 0 (0,0%)    | 0 (0,0%)    |
| Азијати           | 3 (0,4%)    | 3 (0,5%)    |
| Хиспаноамериканци | 12 (1,7%)   | 16 (2,7%)   |
| Укупно            | 690         | 589         |